# Hibbertia priceana
Hibbertia priceana är en tvåhjärtbladig växtart som beskrevs av Judith Roderick Wheeler. Hibbertia priceana ingår i släktet Hibbertia och familjen Dilleniaceae. Inga underarter finns listade i Catalogue of Life.